# Henriettea sylvestris
Henriettea sylvestris är en tvåhjärtbladig växtart som först beskrevs av Henry Allan Gleason, och fick sitt nu gällande namn av James Francis Macbride. Henriettea sylvestris ingår i släktet Henriettea och familjen Melastomataceae. Inga underarter finns listade i Catalogue of Life.